# Árgyélán György
Árgyelán György, románul: Gheorghe Ardelean (Kétegyháza, 1951. augusztus 31. – Gyula, 2025. május 29.) közművelődési szakember, politikus, országgyűlési képviselő (1997–1998).

## Pályafutása
Román családban született. Az általános iskolát szülőfalujában végezte, majd 1966 és 1970 között a szarvasi Vajda Péter Gimnázium és Mezőgazdasági Szakközépiskolában folytatta tovább tanulmányait, ahol villanyszerelőként végzett. 1973-ig dolgozott szakmájában, amíg meg nem kezdte sorkatonai szolgálatát. 1980-ban a debreceni egyetemen népművelő–könyvtár szakon, öt évvel később pedig a Marxizmus–Leninizmus Esti Egyetemen (MLEE) filozófia és etika szakon szerzett diplomát (1985).
1975 és 1985 között a kétegyházi kultúrház igazgatója, a községi tanács alelnöke (1980–1985), majd 1985 és 1990 között tanácselnök volt. A rendszerváltást követően a Békés Megyei Művelődési Központ (1990–1994), majd egy évig a mezőkovácsházi Kulturális Központ munkatársaként dolgozott. 1994-ben részt vett az első magyarországi kisebbségi (nemzetiségi) önkormányzati választáson, mint a kétegyházi románok képviselője, majd az első Magyarországi Románok Országos Önkormányzatának megalakulását követően (1995. május 25.) a szervezet alelnöki tisztét töltötte be, ugyanakkor 1995 és 1998 között Kétegyháza község polgármestere is volt. 1997 és 1998 között a Magyar Szocialista Párt színeiben parlamenti képviselő és az Emberi jogi, kisebbségi és vallásügyi bizottságnak a tagja, ezt követően a Békés Megyei Önkormányzat Közgyűlésének MSZP-s (1998), később DK-s (2014) képviselője volt.
Közel tíz évig volt az eleki „Reibel Mihály” Városi Művelődési Központ igazgatója (1999–2010) és az Eleki Krónika szerkesztője (2000–2010). Aktívan részt vett a nyugdíjasklubok szervezésében, egy ideig a Békés Megyei Nyugdíjas Egyesületek Szövetségének elnöke is volt, 2008-tól pedig az Eleki "Napsugár" Nyugdíjas Egyesületet irányította.